# Joseph Beuys
Joseph Beuys, nemški avantgardni kipar in uprizoritveni umetnik, 12. maj 1921, Krefeld, Nemčija, † 23. januar 1986, Düsseldorf.
Najbolj je znan po svoji uporabi neobičajnih materialov, ritualnih in kontroverznih uprizoritvah ter mišljenju, da se lahko umetnost in domišljija mešata z življenjem in resničnostjo. Bil je aktiven v Evropi in v Združenih državah Amerike med zgodnjimi petdesetimi in osemdesetimi leti 20. stoletja.
Deloval je v umetniškem gibanju znanim pod konceptualizmom in je sodeloval z mednarodno avantgardno skupino umetnikov znano kot Fluxus. Znan je po svojem iskanju širšega koncepta umetniškega dela, kjer je želel uničiti pregrado med življenjem in umetnostjo. Pri tem je ustvaril koncept tako imenovane 'socialne skulpture', ki je bil zelo vpliven.
Bil je tudi vpleten v nemško politiko in je bil sam član in vodja veliko družbeno ekonomskih reformnih gibanj.

## Življenje in šolanje
Joseph Beuys se je rodil v Krefeldu, ki je majhno mesto v severozahodni Nemčiji. Bil je sin edinec trgovca Josefa Jakoba Beuysa in Johanne Marie Margareti Hulsermann. Kmalu po njegovem rojstvu se je družina preselila v industrijsko mesto Kleve, kjer je Beuys odraščal in se izobraževal. Njegovi osnovnošolski in srednješolski mentorji so opazili njegovo nadarjenost, zlasti za risanje in glasbo, ampak tudi za zgodovino, mitologijo in razne družbene ter znanstvene vede. Beuys sam je povedal, da je leta 1933, ko je NSDAP organizirala sežig knjig v Klevu, je kot dvanajstletni deček rešil rešil Systema Naturae, delo Carla Linnéja, kar sicer ni bilo potrjeno.
Kot najstnik se je pridružil Hitlerjevi mladini, ker je udeležba nemških dečkov postala obvezna. Beuys se je sicer sprva odločil za kariero v medicini, a se je leta 1941 pridružil nemški vojski in postal pilot, domnevno, da bi se izognil vpoklicu. Sam ni imel želje po spopadih.
Kakor je on sam zatrdil leta 1979, je marca 1944 njegovo letalo sestreljeno nad krimsko fronto v Ukrajini in je strmoglavilo. Takrat naj bi ga našli nomadski pripadniki Krimskih Tatarov, ki so mu rane premazali z živalsko mastjo in ga nato povili s filcem. S tem naj bi mu rešili življenje. Ta dogodek je spremenil potek njegovega življenja in je močno vplivalo na njegovo delo in ga je na nekakšen način spreobrnilo, da se je nazadnje le odločil, da se bo osredotočil na avantgardno kulturo in postal umetnik. Deloval je od zgodnjih petdesetih do osemdesetih let dvajsetega stoletja.
Mnogo očividcev je nasprotovalo Beuysovi romantizirani in eksotični zgodbi, saj tedaj naj ne bi bilo nobenih Tatarov v območju, kjer je strmoglavilo umetnikovo letalo.

## Zgodnje umetniško obdobje
Po koncu vojne je leta 1946 Beuys vpisal v program monumentalnega kiparstva v Kunstakademie v Düsseldorfu. Na akademiji ga je poučeval Ewald Mataré, tedaj popularnega nemškega slikarja in kiparja, ki so ga nacisti med vojno razglasili za degeneriranca. 
Petdeseta leta 20. stoletja so bila težavna za Beuysa, saj so ga mučili spomini iz vojne in pogosto se je znašel v finančni stiski. Njegovo življenje in delo sta zaradi tega trpela in nazadnje se je odločil, da se bo posvetil risanju. Zaradi tega je v enem samem desetletju narisal več tisoč risb. Delal je v glavnem popolnoma sam. To odločitev je sprejel, ker je želel najti nov umetniški jezik, ki bi izviral iz introspekcije in hude oblike osamljenosti. Tudi omejil se je samo na tri motive in sicer na žival, žensko figuro in krajino. Določil je, da bo imel tudi omejeno število 'dovoljenih' tehnik in materialov. Tedaj je uporabljal samo svinčnik, črnilo in razne oljne pigmente.
Primer dela iz tega intenzivnega obdobja je Ženska/Živalska lobanja (1956-1957), ki je bilo označeno za nekaj zelo osebnega, eksperimentalnega in mistično abstraktnega.
Beuys se je izkazal in leta 1959 je bil sprejet v Matarerovo izbrano kiparsko skupino. Dve leti kasneje je dokončal študij. Le-tega je tudi nadaljeval in za določeno časovno obdobje si je delil atelje z Erwinon Heenrichom, enim izmed najpomembnejših kiparjev dvajsetega stoletja.
V šestdesetih letih je Beuys pričel delati na seriji risb, katerih glavni motiv je epski roman Ulikses, ki ga je napisal James Joyce. Projekt je bil zasnovan kot nekakšni dodatek knjižnemu delu. Beuys je med drugim trdil, da je Joyce, ki je umrl leta 1941, umetniku telepatsko izrazil željo po risbah. Ideja, da lahko duh deluje kot muza umetniškemu delu kaže na Beuysovo zanimanje za ustvarjalni proces, ki je zasnovan nekje med resničnostjo in domišljijo. Misel nadaljuje z izjavo, da ima lahko tudi najmanjša gesta status pomembnega in prodornega umetniškega dela oziroma izjave.

## Zrelo umetniško obdobje
Leta 1961 je bil imenovan za profesorja monumentalnega kiparstva na Kustakademie Düsseldorf, kjer je tudi sam prej študiral. To je zaznamovalo prehod v novo osebno umetniško obdobje. Kot profesor je zelo vznemirjal akademijo, saj je kmalu potem, ko je bil določen za profesorja, odstranil razne sprejemne pogoje in s tem omogočil, da se je praktično vsak lahko vpisal v njegov program.
V šestdesetih letih se je Beuys začel povezovati z raznimi eksperimentalnimi ustvarjalci, med drugimi tudi z Nam June Paikom, korejsko-ameriškim umetnikom, ki se je ukvarjal s progresivnim video. Ti ustvarjalci so bili povezani z nedavno ustanovljeno skupino Fluxus, ki se mu je Beuys sam pridružil, a ga je po le štirih letih tudi zapustil.
Povezave s temi eksperimentalnimi umetniki so spodbudile Beuysa, da se je pričel ukvarjati s prikazovalno umetnostjo. Leta 1964, medtem ko je uprizarjal delo na aachenski tehnični višji gimnaziji, ga je nenadoma napadel študent in ga udaril v obraz tako močno, da je umetnik pričel krvaveti. Zaradi tega je bila uprizoritev predčasno zaključena, a je kasneje dvignila ogromno prahu, ko je pričela krožiti fotografija Beuysa, ki je imel na sliki zmagoslavno vzdignjene roke. To situacijo je umetnik izrabil, da je ustvaril junaški opis svojega življenja in naredil izmišljeni življenjepis, ki je dogodek spremenil v na novo izoblikovano in skoraj legendarno zgodbo.
Beuysova uprizoritvena dela so posebej znana po tako imenovanih 'dejanjih', dogodkih, ki so bili po naravi bolj ritualni. Med takšna dela spada tudi Kako razložiti slike mrtvemu zajcu (1965). To je bilo njegova prva samostojna uprizoritev v Galerie Schmela, galeriji v Dresdnu. Razstava, ki je bila prvič odprta 26. novembra, je navdihnila več navdušencev nad Beuysom, da so začeli delo navajati kot eno izmed njegovih najpomembnejših.
V svojih kiparskih in konceptualnih delih je Beuys, med drugimi neumetniškimi in najdenimi materiali, pogosto uporabljal živalsko mast v tekoči in v trdni obliki. Spreminjanje maščob naj bi simboliziralo človekov duh. S konstrukcijo nečesa, kar je življenjsko nujna snov, je Beuys želel 'govoriti' z ljudmi na psihičnem in fizičnem nivoju. To je opazno v ključnih delih kot so Mastni koti (1960) in Masten stol (1964).
V poznih šestdesetih letih in zgodnjih sedemdesetih letih se je začel intenzivno ukvarjati z manipulacijo filsa, ki ga je uporabljal zlasti kiparstvu, med drugim kot zvočni izolator ali celo poetično metaforo. Dela, ki so nastala takrat vključujejo Homogeno infiltracijo za koncertni klavir (1966), Homogeno infiltracijo za čelo (1967), Krdelo (1969) in Obleka iz filsa (1970). Slednja je ena izmed redkih del, ki jim primanjkuje metaforičen naslov, ki so tipični za Beuysa. Leta 1970 je oblekel suknjo in zatrdil, da deluje kot 'zaščita osebe pred zunanjim svetom'.
Beuys je v sedemdesetih letih tudi ustvaril lastno obliko konceptualne umetnosti z novo vizualno sintakso. Za njegovo uprizoritev dela iz leta 1974 Rad imam Ameriko in Amerika ima rada mene, je Beuys potoval v New York za tri dni, kjer se je v galeriji Rene Block Gallery zaprl v prostor z več različnimi predmeti kot so slama, odeja iz filsa in celo živ divji kojot. 'Oborožen' je bil samo s filsom in sprehajalno palico.

### Fluksus
Beuys je bil član avantgardne skupine Fluxsus. Ta mednarodna skupina je nastala, ker je bilo veliko tedanjih umetnikov iz Azije, Evrope in Združenih držav Amerike nezadovoljnih z že dolgo tradicijo tako imenovanih 'junaških' del oziroma del, katerih glavni motiv je bil en ključen predmet. Takšno slikarstvo in kiparstvo se je razvilo iz abstraktnega impresionizma. 
Člani Fluxusa so pod vplivom sodobnih eksperimentov v umetnosti, še zlasti v glasbi, obrnili hrbet tedanjem komercializmu in 'najdenimi vsakdanjimi' predmeti in so se raje osredotočili ustvarjanju minljivih del, 'dogajanjih', kjer je bil podarjen čas, začasnih instalacij in na prireditvah, kjer je bil velik poudarek na dejanjih.
Skupina je poudarjala pomembnost, da se je umetnik ukvarjal s čim večjim številom različnih tehnik in medijev. K temu širokemu razponu je pripadalo slikarstvo, risanje, uprizarjanje, zvočna umetnost, kiparstvo, video, kolaž in poezija. Beuys sam se je ukvarjal s štirimi večjimi področji in sicer s tako imenovano tradicionalno umetnostjo, kamor spadajo slikarstvo, risanje in instalacije, uprizoritveno umetnostjo, likovno teorijo in poučevanjem le-te in političnim aktivizmom.

## Pozno umetniško obdobje
Kasneje v svojem življenju je Beuys ustanovil več političnih organizacij, še zlasti po 1972, ko je bil odpuščen, saj je v svoj program sprejemal študente, ki bi jih sicer akademija zavrnila. 1974 je ustanovil FIU, Free International University. Beuysova dela so postajala čedalje bolj politično usmerjena. Ustvaril je tudi koncept 'socialne skulpture', katere glavno sporočilo je bilo, da je treba družbo samo doumeti kot umetniško delo.
Njegovo delo 7000 hrastov (1982-1987) očitno prikazuje njegovo ideologijo o tem kako naj bi bili v umetnost vključeni vsi. Delo samo je kombinacija krajinske umetnosti, urbanističnega načrtovanja in enviromentalizma.

## Smrt
Beuys je umrl 23. januarja 1986 v Düsseldorfu. Njegovo delo 7000 hrastov se je nadaljevalo kljub njegovi smrti, s čimer so želeli prikazati, da umetnik sam še vedno opazuje svoje delo, četudi z onostranstva. 

## Vpliv
Na Beuysa so zlasti vplivale socialna filozofija, humanistične ideje, italijanska renesančna umetniška dela, znanstvene teorije Galilea in dela James Joyce-a ter nemških romantikov kot sta Goethe in Friedrich Schiller. Slednje je umetnik občudoval zaradi njihovih 'mističnih' lastnostih. Nanj je vplivala tudi sama druga svetovna vojna, zlasti tisto, kar je doživel med vojno in obdobje, ki je kmalu sledilo koncu vojne. Takrat so se številni Nemci, vključno z Beuysom, šele začeli sprejemati grozote nedavnih dogodkov.
Na Beuysa so zlasti vplivali:
- James Joyce,
- John Cage,
- Rudolf Steiner,
- Martin Heidegger,
- Bertolt Brecht,
- Hanns Lamers,
- Georg Maciunam,
- Erwin Heenrich,
- Nam June Paik.

Kot umetnik je Beuys sam tudi močno vplival na druge, med drugim s svojo idejo, da je vsaka misleča in čuteča oseba umetnik. Verjel je, da je lahko vsak umetnik in to kjerkoli, bodisi na ulici, v učilnici ali v ateljeju. Zagovarjal je idejo, da vse nudi enake možnosti za ustvarjanje.
Kljub temu da ni ustanovil skupine Fluxus ali za daljše časovno obdobje ostal v njej, je on sam močno vplival na njen razvoj. Deloma je tudi odgovoren, da je umetnost postajala čedalje bolj, še zlasti po devetdesetih letih dvajsetega stoletja, kritična do družbe in politike in tudi da je vplival na to, da se je meja med vsakdanjim življenjem in umetnosti, kot profesionalna disciplina, zabrisala. To tako imenovano 'srečanje ateljeja in ulice' vodi današnje generacije, ki se zanima za elemente naključja kot so naključno srečanje umetnika in njegovih gledalcev in sodelovanje le-teh pri nastanku umetniškega dela. Razširil je tudi idejo o uporabi vsakdanjih predmetov pri instalacijah.
Njegova ideja 'socialne skulpture' je tudi trdila, da ima umetnost moč spremeniti življenje individualnega opazovalca. Močno je vplival na razvoj umetniških gibanj, kot so krajinska umetnost (Land Art), ustvarjalna umetnost in pejsažna umetnost, in na razne umetnike in ljudi, kot so:
- Robert Morris,
- Yoko Ono,
- Sigmar Polke,
- Robert Smithson,
- Imi Knoebel,
- Lothar Wolleh,
- Georg Baselitz,
- Anself Kiefer,
- Markus Lupertz.

## Delo
Joseph Beuys se je ukvarjal z več različnimi likovnimi tehnikami, med drugimi ti. tradicionalnimi mediji, kar vključuje risanje, slikanje in kiparstvo. Njegova uprizoritvena dela so poudarjala pomen procesa in časa, s katerimi je želel pokazati, da umetnost lahko umetnika in opazovalce 'ozdravi', še posebej takrat, ko se le-ta loti psiholoških, družbenih in političnih tem. Njegova dela, zlasti kasnejša, napovedujejo nova umetniška obdobja, ki so bolj povezana s kritiziranjem družbe in političnim aktivizmom.
Večina Beuysovih del se navezuje na brisanje mej med resničnostjo in domišljijo. Zagovarjal je idejo, da tisto, kar ima oseba za 'realnost' je bilo bolj pomembno za dejanja, družbeno in politično in vedenje in ustvarjalnost osebe kot pa na splošno sprejeta ideja 'normalnosti', ki je temeljila na tradicionalnih standardih spodobnega vedenja v družbi. Zaradi strmoglavljenja letala in zgodbe o začasnem zdravljenju pri Tatarih, veliko število njegovih del vsebuje dva ključna materiala: živalsko mast in filc. Na organski in industrijski material je bil sam čustveno navezan in ju je uporabljal kot primera s katerimi je želel pokazati, da so navadni materiali iz vsakdanjega življenja človeka in umetnost nekaj neločljivega. Zagovarjal je tudi da umetnost, zlasti tista, ki izvira iz osebnih izkušenj, lahko obravnava družbene, umetniške in politične ideale, še zlasti tiste, ki so aktualni.
Inštitut za umetnost v Chicagu, Muzeju moderne umetnosti v New Yorku, Tate galerija v Londonu, Hamburger Bahnhof v Berlinu in Kunstmuseum Basel med drugimi danes hranijo njegova dela.

### Ženska/živalska lobanja (1956-1957)
To delo na papirju je nastalo v Beuysovem zgodnjem in eksperimentalnem ustvarjalnem obdobju. Prikazuje združenje racionalnega in nagonskega oziroma združenje človeškega in živalskega uma.

### Mastni stol (1964-1985)
Glavni poudarek dela je kako je Beuys spremenil dve popolnoma vsakdanji stvari, živalsko mast in stol, v umetniško delo, ki je bila metafora za človeško telo. Mast je simbolizirala človeka in družbo, v kateri se nahaja, saj se je postopoma razkrajal in se je sčasoma močno spremenila. Za delo je bil močno pomemben čas, saj je bil sestavni del njegovega koncepta lastni razkroj, ki je trajal do leta 1985.

### Kako razložiti slike mrtvemu zajcu (1965)
Kako razložiti slike mrtvemu zajcu je eno izmed najpomembnejših Beuysovih primerov uprizoritvene umetnosti. Tukaj je nosil dva različna čevlja, kjer je bilo dno enega čevlja prekrito s filsom, dno drugega pa z železno ploščo. S takšnimi čevlji je dve uri hodil po galeriji in tiho mrmral zajcu, ki ga je držal v naročju, o njegovih razstavljenih risbah, ki so ju obkrožale.
V tem delu so v središču pozornosti zlasti materiali, ki so imeli velik oseben pomen in so omogočili, po legendi, njegovo preživetje. S tem je želel povedati, da je umetnost potencialno zdravilo za človeštvo, zlasti zato, ker ljudje iščemo nekakšno ponovno oživljanje in upanje po travmatičnem dogodku. To se tudi navezuje na to, da je Beuys mentalno dozorel v povojnem času.
Predmeti in materiali so imeli tudi lasten simboličen pomen:
- med je simboliziral življenje,
- zlato je simboliziralo bogastvo,
- truplo zajca je simboliziralo smrt,
- železo je simboliziralo prevodnik nevidnih energij in
- fils je simboliziral zaščito.

Kritiki so to delo primerjali z nemškim ekspresionizmom, saj sta bili glavni lastnosti Beuysovega dela obsesivna in dokaj vznemirjajoča narava, nekaj kar je primerljivo z umetniškim gibanjem iz dvajsetih let dvajsetega stoletja. Omenjali so tudi povezavo dela z umetniškimi in družbenimi revolucijami, ki so bile tudi značilne z obdobje s katerim se je delo primerjalo.

### Homogena infiltracija za koncertni klavir (1966)
Beuys je dal klavir, inštrument, ki je uporabljen za ustvarjanje, prekriti s filsom in ga je s tem utišal in omejil. Ime ima metaforičen oz. simboličen pomen, kjer 'homogeno' opisuje nekakšno obliko zdravljenja, kjer sta se dva dela združila v eno zdravo celoto, 'infiltracija' pa opisuje gledalčevo domnevno željo po tem, da bi strgal fils dol s klavirja, da bi videl, kaj se nahaja pod njim in da bi videl, če se na klavir še vedno lahko igra.

### Krdelo (1969)
Krdelo je nekakšen avtoportret umetnikove pripovedi o Tatarih, ki so ga rešili. Na Volkswagen avtobus, jasen znak protivojnih demonstracij tistega obdobja, ki ga je Beuys povezal z lastnimi čustvi do spopadov, in dvajset sani, opremljenimi s tistim, kar se je Beuysu zdelo nujno za preživetje nekakšne katastrofalne nesreče. Bus ne vleče sani, ampak ga le-te zapuščajo. S tem so sani prikazane kot samostojna misleča bitja, ki se odpravljajo v divjino, da bi pomagale tistim, ki rabijo pomoč.

### 7000 Hrastov (1982-1987)
Delo je močno povezano s časom, ekourbanizacijo in okoljevarstveno umetnostjo. V tem delu je Beuys, ob pomoči prostovoljce v Kasselu v Nemčiji posadil 7000 dreves. Vsako drevo je spremljal bazalt. S tem delom je Beuys pokazal željo po spreminjanju mestnih prostorov, med drugimi ekonomske, politične in kulturne. Delo se je začelo leta 1982 pri documenti 7, mednarodni razstavi sodobne umetnosti, in se zaključilo pet let kasneje na documenti 8. Prostovoljci so nadaljevali Beuysovo delo po njegovi smrti.